# Alfred Howard Carter
Alfred Howard Carter (* 3. Januar 1891 in Birmingham, England; † 22. Januar 1971 in Springfield (Missouri)), auch bekannt als Howard Carter, war ein englischer Geistlicher und Vorreiter der US-amerikanischen Pfingstbewegung.

## DieCrown Mission
Carter wurde in Birmingham geboren. Er war der Gründer der ersten pfingstlerisch geprägten Bibelschule in England. Im Jahr 1913 nahm eine Missionsgesellschaft mit dem Namen Crown Mission ihre Arbeit in der Stadt auf, deren Leiter Carter kurze Zeit später wurde. Ab dem Jahr 1916 engagierte sich Carter in einer weiteren pfingstlerischen Gemeinde, so dass er seinen Beruf aufgab, um sich fortan ausschließlich der Leitung der beiden Kirchen zu widmen.

## Inhaftierung
Während des Ersten Weltkrieges war er wegen der Verweigerung des Kriegsdienstes aus Gewissensgründen im Gefängnis in Wormwood Scrubs inhaftiert, danach war er im Princetown Work Centre im ehemaligen Gefängnis von Dartmoor. Während dieser Zeit hat Carter nach eigenen Angaben die Offenbarung der neun Gaben des Heiligen Geistes empfangen. Seine Lehre, die auf einer Bibelstelle gemäß  1 Kor 12,8-10  basiert, gilt noch heute als die vorherrschende Lehre über die Gaben des Heiligen Geistes in den vorherrschenden pfingstlerischen Glaubensauffassungen.
Vom 4. September 1918 bis zum 11. Juni 1919 war er ein „Bruder“ der Wallingford Farm Training Colony, einer Einrichtung die von der „National Union for Christian Social Service“ betrieben wurde und eine Art Besserungsanstalt für Jungen war, die von den Boards of Guardians als schwer erziehbar eingestuft worden waren.

## Hampstead Bible School
Im Jahr 1921 wurde Carter mit der Leitung der Hampstead Bible School beauftragt. Diesen Posten sollte er eigentlich nur vorübergehend bekleiden, bis eine geeignete Person für diese Stellung gefunden würde. Letztlich behielt Carter die Leitung für mehr als 27 Jahre. Unter seiner Leitung wuchs die Schule so stark, so dass ein nahegelegenes Haus gekauft werden musste und die bestehende Bibelschule durch zwei weitere ergänzt wurde. Carter nahm seine Arbeit an der Bibelschule so ernst, dass er keine Zahlung von der Schule aus Spendengeldern annahm außer Zuwendungen, die namentlich für ihn gekennzeichnet waren.

## Assemblies of God
Später war Carter eines der Gründungsmitglieder der Assemblies of God in Großbritannien und Irland. Dort war er zunächst von 1929 bis 1934 als stellvertretender Vorsitzender, dann von 1934 bis 1945 als Vorsitzender des Verwaltungsrates tätig.

## Ruhestand
Carter verließ die Hampstead Bible School im Jahr 1948 und siedelte in die Vereinigten Staaten über, wo er schließlich Ruth (Fisher) Steelberg heiratete. Sie war die Tochter von Elmer Kirk Fisher, dem Gründer der Upper Room Mission in Los Angeles. Zuvor war sie verheiratet mit Wesley Rowland Steelberg, der als Superintendent der Assemblies of God U.S.A. tätig war und im Jahr 1952 bei einer Reise nach Wales verstorben war. Carter verbrachte den Rest seines Lebens in den USA. Bis zu seinem Tod in Springfield im Jahr 1971 unternahm Carter zahlreiche Reisen als Prediger.

## Lester Sumrall
Carter und Lester Sumrall begegneten sich erstmals in Eureka Springs, Carter etwa vierzigjährig, Sumrall zwanzigjährig. Die beiden schlossen Freundschaft und bereisten fortan gemeinsam die Welt um als Missionare das Evangelium von Jesus Christus zu predigen. Sumrall berichtet in seinen Büchern „Adventuring with Christ“ und „Pioneers of Faith“ über Carter, zudem erklärte er in seinem Buch „The Gifts and Ministries of the Holy Spirit“ Carters Lehre von den neun Gaben des Heiligen Geistes.

## Werke
- Questions and Answers on Spiritual Gifts